# Bodegraven-Reeuwijk
Bodegraven-Reeuwijk – gmina w prowincji Holandia Południowa w Holandii. Powstała 1 stycznia 2011 z połączenia gmin Bodegraven i Reeuwijk.

## Teoria spiskowa
Według pewnej teorii spiskowej w latach 80. XX wieku na terenie Bodegraven działała satanistyczna sekta pedofilów powiązana z rytualnymi morderstwami dzieci. Jednym z jej członków miał być szef Holenderskiego Narodowego Instytutu Zdrowia Publicznego i Środowiska. Takie informacje upowszechniało od 2020 r. trzech użytkowników platformy Twitter (Joost Knevel, Micha Kat, Wouter Raatgever – trafili oni do więzienia, lecz w związku z inną sprawą). W związku z upowszechnieniem się teorii spiskowej do miasteczka zaczęły przybywać tłumy ludzi, którzy składali kwiaty i zostawiali listy na lokalnych grobach dzieci, chcąc oddać cześć ofiarom sekty. W lipcu władze miasteczka zażądały od Twittera usunięcia postów nt. owej teorii spiskowej. Twitter usunął jedynie część postów i zablokował konto jednego z popularyzatorów teorii spiskowych. 16 września 2022 roku władze miasteczka pozwały Twittera, ale 5 października wydano wyrok w sprawie, wg którego Twitter nie musi już usuwać więcej postów.

## Miejscowości
Bodegraven (siedziba gminy), Driebruggen, De Meije, Nieuwerbrug, Reeuwijk-Brug, Reeuwijk-Dorp, Sluipwijk, Tempel, Waarder.